# Papier collé
Papier collé (en francés: papel pegado) es una técnica pictórica y un tipo de collage. Con el papier collé, los artistas pegan piezas planas (papel, tela, etc.) en la pintura de la misma manera que lo harían en el collage, excepto en el hecho de que la forma de las piezas pegadas determina el objeto en sí. El pintor cubista Georges Braque, inspirado en la técnica de collage de Pablo Picasso, fue su precursor y utilizándolo en su obra Frutero y vaso, en el que el vaso es un trozo de periódico cortado con la forma de un vaso.
Realmente su inventor fue Picasso con la obra Bodegón con trenzado de silla (1912). Las obras de Braque suponen una reacción a estos primeros papier collé.
- El contenido de este artículo incorpora material de una entrada de la Enciclopedia Libre Universal, publicada en español bajo la licencia Creative Commons Compartir-Igual 3.0.

- Datos: Q1668074